# تتانوسبازمين
المشنج الكزازي أو التتانوسبازمين (يُعرف أيضًا باسم ذيفان الكزاز أو السم التشنجي)، سم خارجي تنتجه المطثية الكزازية، وهي البكتيريا المسؤولة عن الكزاز، وهي شديدة السمية العصبية.

## التأريخ
سجل التاريخ دراسات ومحاولات علاجية للمشنج الكزازي، منها:
- 460 -377 قبل الميلاد : قام أبقراط بتوصيف الكزاز في مجلده الخامس من كتاب الأوبئة.
- قام آولوس كورنيليوس سلزوس بعدة دراسات علاجية للكزاز
- قام Description clinique du tétanos par أريتايوس القبادوقي بالفحص السريري للكزاز (81-138 بعد الميلاد)
- القرن السادس عشر : قام أمبرواز باريه بدراسة كزاز الفك (1509-1590)
- القرن الثامن عشر : نشرة عن الكزاز ل Trinka de Krzowitz
- القرن التاسع عشر: فرضية عن منشأ عضلي للكزاز، قام بفرضها كل من : أرستيسيد أوغست فيرني (1823-95) و إديميه فيليكس ألفريد فولبان (1826-87)
- 1854 : جيمس يانج سيمبسون (1811-70) أكد أن الكزاز ناتج عن جرح ما.
- 1884 : أثبت كلاً من أنطونيو كارل وجورجيو راتون أن الكزاز مرض معدي.
- 1884 : لاحظ آرثر نيكولاير بالمجهر المطثية كزازية المسؤولة عن الكزاز  وقد قام بعمل دراسة عنها. فقد نشر نتائجه في الدورية الطبية الألمانية في نفس السنة، ومن ثم قام بعمل أطروحة في السنة التالية.
- 1889 : قام كيتاساتو شيباسابورو بزراعة وتنقية عصية الكزاز.
- 1890 : قام كنور فابر (1862-1956)، باكتشاف قدرة عصية الكزاز على إفراز السموم .
- 1890 :  دراسة كلاً من جيه-تيزاني وجيه-جاتاني، للخصائص الأساسية للسم الكزازي.
- 1890 : دراسة كل من إميل فون بهرنغ و ألبرت فرانكل حول التحصين ضد السم الكزازي
- 1890 : قام كل من فرانكل وبهرنغ وكيتاساتو بنشر أعمالهم حول العلاج بالأمصال.
- 1894 : قام كلاً من بهرنغ وكيتاساتو باكتشاف مضاد التسمم الكزازي.
- 1897 : باول إرليخ (1854-1915)، مفهوم إزالة السمية من السم مع الاحتفاظ بقدرة مولدات الضد.
- 1915 : توهين الخصائص السامة للسم، عن طريق الميثانال. (إيسلر، لوفنشتاين)
- 1922 :  لقاحات تحصينية غير مَرَضية : سم مضعف (جاستون رامون)
- 2005 : قام جوزيه أغيليرا بنشر دراسة حول الإمكانات العلاجية لسم الكزاز.

## أصل المشنج الكزازي
إن المشنج الكزازي عبارة عن سم خارجي تفرزه أبواغ العصايا البكتيرية موجبة الغرام لا هوائي إجباري، مطثية كزازية. تتواجد البكتيريا في التربة، والوحل، والجهاز الهضمي للإنسان والحيوان. كما أنه بإمكان أبواغها التواجد في الهواء والماء. قد تحتوي بعض الأماكن على مطثية كزازية، على سبيل المثال : المناطق التي تتواجد فيها الخيول. وبالرغم من موئلها الواسع، إلا أنه من النادر حالياً، أن تجد أشخاصاً مصابين بالكزاز في الدول الغربية ؛ وذلك بسبب التلقيح الطبي منذ الطفولة والتذكير المتكرر به.

## خصائص السم
يُشَفّر المشنج الكزازي داخل البلازميد كـ E88  ويتكون من 1310 حمض أميني. يتكون في بداية كمركب طليعي غير نشط مؤلف من سلسلة واحدة من عديد الببتيدات تزن 150 كيلودالتون. ومن ثم ينقسم هذا المركب الطليعي (عن طريق الببتيداز البكتيرية)  إلى سلسلتين، تعد الأولى منها ثقيلة  وتزن 50 كيلودالتون، أما الأخرى فهي خفيفة وتزن 50 كيلودالتون ؛ حيث تتصل السلسلتان معاً بواسطة جسر ثنائي الكبريتيد. تحتوي السلسلة الخفيفة على أصابع الزنك، والتي تعطيها قوة حافزة. وتعتبر هذه السلسلة ذيفان السجقية. يتضمن السم ثلاثة مواقع وظيفية، اثنتان منها على السلسلة الثقيلة وواحدة على السلسلة الخفيفة. نجد على السلسلة الثقيلة  النهاية الكربوكسيلية  (-COOH)، حيث تعد هذه النهاية، المنطقة المسؤولة عن تثبيت السم على مستقبلات الخلايا العصبية. كما نجد أيضاً على هذه السلسلة النهاية الأمينية  (-NH2) ؛ والتي تعمل على اختراق السم لداخل الخلية العصبية. أما الموقع الوظيفي الثالث فيتألف من السلسلة الخفيفة للمشنج الكزازي المسؤولة عن عرقلة حرية النواقل العصبية. ولهذا يعد الموقع الأخير، مُهّماً في الأعراض السريرية، والتشنجات الظهرية ، وكزاز الفك المرتبط بالكزاز.

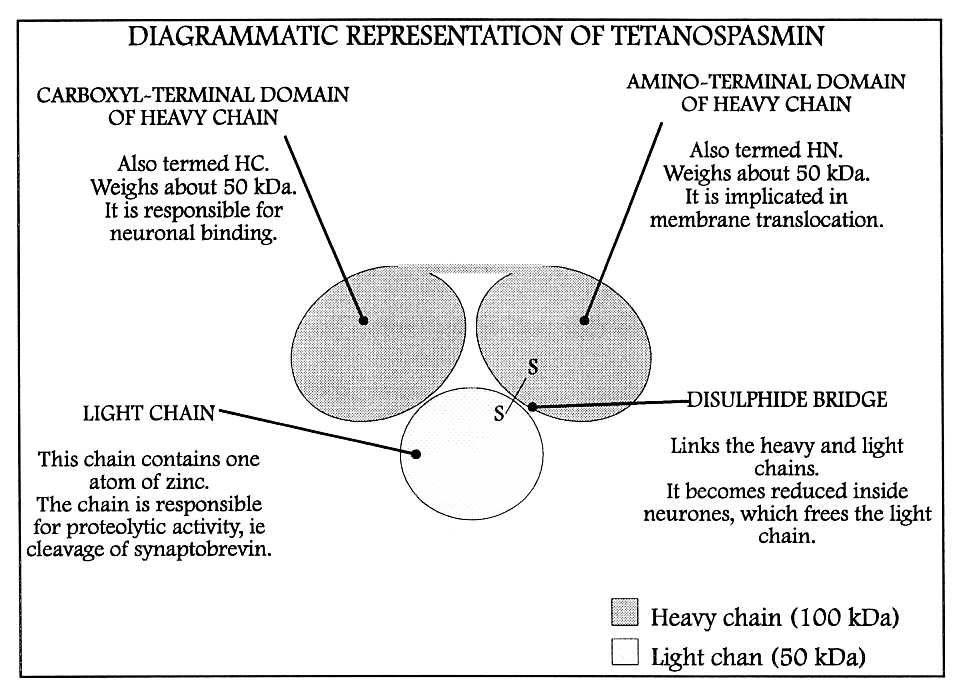
Structure de la tétanospasmine
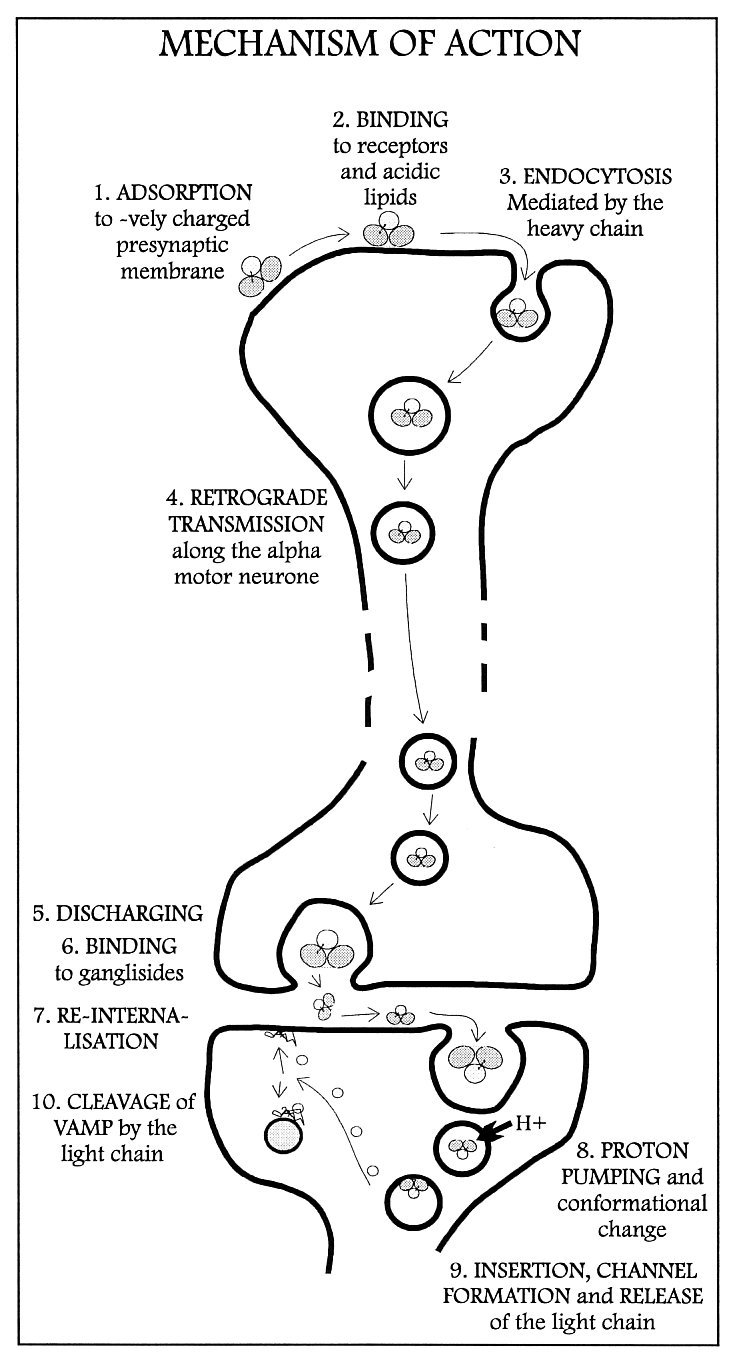
Mécanisme d'action de la tétanospamine

## مسار التأشير
عندما يصل البوغ البكتيري أو عصية المطثية الكزازية، إلى داخل جسم الإنسان ؛ عن طريق جرح ما (سواءً كان كبيراً أو صغيراً)، ويتواجد ككائن لا هوائي، وبالتالي مناسب لإنبات الأبواغ والانشطار البكتيري وبالتالي إلى إنتاج السم وبدء نشاط المشنج الكزازي. 
يذهب السم بداية إلى تقاطع عصبي عضلي، عن طريق الدم أو الجهاز الليمفاوي، ويدخل في أحد العصبونات الحركية، ومن ثم يدخل للجهاز العصبي المركزي، عن طريق نقل محور عصبي رجعي. بمجرد الوصول لداخل الجهاز العصبي المركزي، ترتبط النهاية الكربوكسيلية في السلسلة الثقيلة بالغانغليوزيد، بينما تسمح النهاية الأمينية باستيعاب السم داخل العصب، عن طريق الإدخال الخلوي. وبمجرد الدخول لحويصلة الإدخال الخلوي، فإن السم يخضع لتغيير شكلي يؤثر على الانقسام والخروج من الحويصلة من السلسلة الخفيفة للسم. نذكر أن هذه المنطقة من البروتين (وهي عبارة عن ذيفان السجقية، ولها نشاط الببتيداز) تعمل هذه السلسلة على انقسام

## علاج ضد السم الكزازي
بالرغم من وجود مضاد السم، إلا أن الطب الوقائي يبقى أفضل علاج لإزالة مفعول المشنج الكزاز ؛ وهذا لأن مضاد السم غير ناجع إلا مع السموم الحرة. بمجرد التصاق المشنج الكزازي على أحد المستقبلات يصبح بعيد المنال. ولهذا ينبغي علينا التصرف بسرعة في حال الاشتباه  بالكزاز.
إن العلاج المتواصل لعدوى المطثية الكزازية يتألف من مضادات حيوية، الغلوبين المناعي للكزاز، المراقبة عن كثب فيما يتعلق بالضيق التنفسي المحتمل والذي غالباً ما يؤول إلى ثقب القصبة الهوائية. ولسوء الحظ، غالباً ما تكون الوفاة هي النتيجة لمريض لم يتم تحصينه من قبل وقد تمت إصابته بعدوى الكزاز ؛ فوفقاً لدراسة تمت بين عامي 2003 و 2007، كان معدل الوفيات حوالي 30% في مستشفى جامعة أبيدجان.

## روابط داخلية
- ذيفان السجقية و مطثية وشيقية

### روابط خارجية
- http://www.astrium.com/article.php3?id_article=518
- http://bioquimica.uab.es/paginas_cat/recerca_grup_detall.php?idgrup=13&idarea=1 نسخة محفوظة 3 مارس 2016 على موقع واي باك مشين.
- http://www.pnas.org/cgi/reprint/79/24/7614.pdf?ck=nck
- http://www.listlabs.com/Literature/190.htm نسخة محفوظة 3 فبراير 2008 على موقع واي باك مشين.
- http://www.pubmedcentral.nih.gov/articlerender.fcgi?artid=298770 نسخة محفوظة 1 أغسطس 2013 at Archive.is
- http://www.uab.es/servlet/Satellite?cid=1086256916816&pagename=UAB/Page/TemplateHomeUAB
- http://www.genome.jp/dbget-bin/www_bget?refseq+NC_004565
- http://www.phac-aspc.gc.ca/msds-ftss/msds38f.html